# Wenceslao Linck
Wenceslao Linck, de nacimiento Wentzl Bernard Linck, (Neudek, 29 de marzo de 1736 - Olomouc, 8 de febrero de 1797) fue un misionero jesuita bohemio, entonces reino, que exploró geográficamente la península de Baja California de la Nueva España, en el actual México.

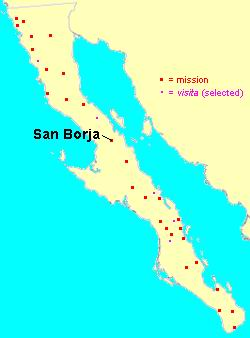
Ubicación de la Misión San [Franciso de] Borja fundada por Linck

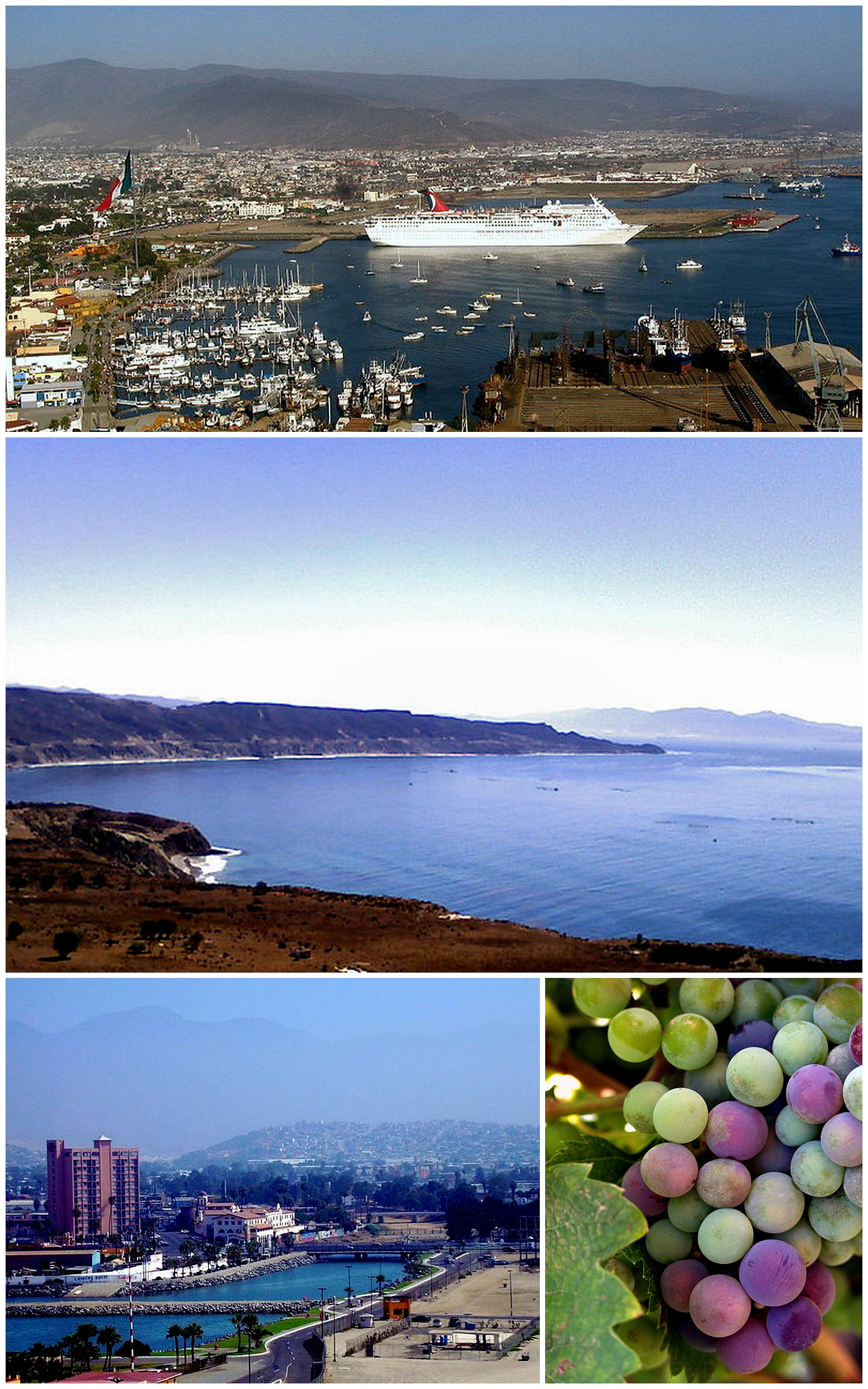
Diferentes vistas de Ensenada (Baja California)

## Biografía

### Primeros Años
Era hijo del juez y alcalde de la ciudad Neudek, Wenzel Prokop Linck († 1771), y su segunda esposa, Anna Catharina. Fue registrado y bautizado su ciudad natal. 
Linck estudió probablemente en el Clementium Praga que era un centro científico y humanista avanzado en ésa época en Europa. Ingresó a la orden de los jesuitas, a la edad de 18 años, en el noviciado de Brno, y continuó aquí y en Praga estudiando filosofía.  

### Misionero
Enviado en 1755 a Nueva España como misionero, Linck continuó sus estudios, entre 1756 y 1761, en la Ciudad de México y en Puebla mientras perfeccionaba el español. Posteriormente fue enviado a la Misión de Santa Gertrudis la Magna en 1762 donde Fernando Consag unos años antes, había explorado e impulsado la misión y donde fue recibido por Jorge Retz, que le enseñó la lengua de la etnia cochimí, considerada especialmente difícil. Con todo, Wenceslao tenía cierta facilidad para los idiomas, y aprendió rápidamente.
Retz, conocedor del paraje de Adac que había descubierto en 1758, envía de misión a Linck fundará la misión de San Francisco Borja de Ádac en Baja California, construyendo con adobe el primer edificio en 1762. El lugar estaba ubicado cerca de los manantiales de Ádac, uno de ellos de origen termal, además de cactáceas, garambullos, cardones, pitayas, ocotillos, nopales, yucas, agaves, cirios y coyas típicas de la región. Impulsó la ganadería, la agricultura, plantó viñedos y elaboró vino. Atrajo vaqueros y soldados. Durante los cinco años siguientes, administró la estación y realizó expediciones a futuros sitios de misión. Cuando inició su ministerio de evangelización el asunto fue bien recibidos por los locales, que ante amenazas, defendieron la misión y a sus misioneros. Con el tiempo los indígenas hostiles, se rindieron y se sumaron a la feligresía de la misión, sumando hasta 2.000 indígenas.
Después los dominicos lo construyeron con piedra que es el que se puede apreciar en la actualidad. Del templo anterior hay solo vestigios que atestiguan su existencia.

Extensión histórica de las lenguas Yumano-Cochimí en los Estados Unidos de América y en México.

### Explorador
Linck, al igual que sus predecesores, exploró todo el territorio circundante, e informó de sitios como la Isla Ángel de la Guarda, Laguna Chapala, Cataviñá, Jaraguay, buena parte de la costa del Océano Pacífico entre los paralelos 29 y 30, así como la Sierra de San Pedro Mártir en 1766. El 8 de marzo de este año bautiza el Cerro de San Juan de Dios, «uno de los pocos toponímicos originales» nombrados por este misionero explorador. De ahí viajó por tierra a puerto de San Felipe siendo el primero en llegar por tierra a éste puerto desde la costa occidental de la península. En su expedición hacia el río Colorado descubre Velicatá. Lejos de San Borja, crea establecimientos intermedios en Calamajué (Nuestra Señora de Columna, 1766) y en Cabuja-Caamang (1767) que entonces la llamó Santa María de los Ángeles.
Registró cartográficamente la zona legando tales documentos a sus sucesores. Fue el primer europeo, que se conozca, que mantuvo contacto con la tribu kiliwas, registrando e informando sobre tal encuentro. Realizó anotaciones etnográficas en sus diarios acerca de sus costumbres, de su geografía, de algunos términos indígenas y de varios aspectos de su vida cotidiana.
Para zanjar finalmente la cuestión de si Baja California es una isla ("Isla de California"), Linck hizo un ambicioso intento de llegar a la parte baja del río Colorado, pero fracasó.
Sus exploraciones y registros facilitaron la ampliación y fundación de nuevas misiones. Realizaba registros en un diario así como otras anotaciones cartográficas.

### Últimos años
Fue expulsado juntos con sus hermanos misioneros de la compañía de Jesús en 1767 por orden de Rey Carlos III de España. A principios de 1768 es desterrado a Europa y salió Linck de la Nueva España para, en 1769, junto con Francisco Ducrue, Juan Jacobo Baegert, Juan Xavier Bischoff, Lamberto Hostell, Francisco Inama, Jorge Retz e Ignacio Tirsch llegar a Bohemia, su tierra de origen donde fue párroco Olomouc y residió durante sus últimos años. Cuando falleció, fue sepultado también allí.

## Obras
- "A Chronological List of Linck's Writings" en Linck's Diary of his 1766 Expedition to Northern Baja California, ed. Ernest J. Burrus (Los Ángeles, 1966) 31-32.
- "Diario del viaje...en el febrero de este año de 1766" en Diarios y documentos acerca de las Californias, 1764-1795 (Madrid, 1959) 19-40; trad. Ernest J. Burrus, O.C. 43-95.
- Linck's Reports and Letters, 1762-1776, ed. y trad. E. J. Burrus (Los Ángeles, 1967).

## Homenajes y reconocimientos
- En 1992 en Ensenada (Baja California) existe una placa conmemorativa en el Centro Cívico Cultural Riviera en su honor.[14]
- En 2015, el IV Festival de la Antigua California se realizó en honor a este misionero explorador ofreciendo dos conciertos en el Centro Estatal de las Artes (Cearte).[15]